# Równina Połocka
Równina Połocka (842.5; biał. Полацкая нізіна, Połackaja nizina; ros. Полоцкая низменность, Połockaja nizmiennost´; lit. Polocko lyguma) – makroregion fizycznogeograficzny Europy Wschodniej położony na obszarze Białorusi i częściowo Litwy, wchodzący w skład megaregionu Nizina Wschodnioeuropejska, prowincji Niż Wschodniobałtycko-Białoruski i podprowincji Pojezierza Wschodniobałtyckie. Charakterystyczną cechą terenu jest występowanie równin sandrowych.  Zgodnie z uniwersalną regionalizacją dziesiętną makroregion oznaczony jest numerem 842.5.